# (1259) Ógyalla
(1259) Ógyalla es el asteroide número 1259 situado en el cinturón principal. Fue descubierto por el astrónomo Karl Wilhelm Reinmuth desde el observatorio de Heidelberg, el 29 de enero de 1933. Su designación alternativa es 1933 BT. Está nombrado por el observatorio húngaro de Ógyalla.